# Bobergsäpple
Bobergsäpple är en äppelsort vars ursprung är Boberg i Östergötlands län Sverige. 
Sorten beskrivs i Sveriges pomologiska förenings årsskrift från 1916 av Nils Sonesson. Han hade fått en sändning äpplen från kyrkoherde Henning Magnell i Fornåsa, Östergötland. I Fornåsa bodde under andra halvan av 1800-talet hemmansägare Carl August Andersson och vid alla de gårdar han ägt anlade han utmärkta trädgårdar. År 1854 tog han ett litet äppleträd från ett torpställe, där det uppdragits genom kärnsådd och planterade det vid Boberg Storgård där han bodde. Detta blev moderträdet till Bobergsäpplet varav det sedan togs ympkvistar till ett hundratal träd som utplanterats i Bobergs härad. Äpplet kallades på den tiden även för Bobergs vinäpple.
Äpplets skal är gröngult men på solsidan varierande från karmosinfärg till svagt persikoröd i korta strimmor. Köttet är fast och en aning syrligt. Äpplet bör skördas tidigt för att inte vid eftermognaden ruttna inifrån kärnhuset. Rätt skördat kan den lagras till februari-mars. Äpplet passar både som ätäpple och är ett utmärkt mosäpple. I Sverige fanns troligen 2013 ett 40-tal Bobergsäppleträd, främst i trakten kring Fornåsa men även i vid Brunstorps fruktträdbank i Husqvarna, i Gamla Linköping, Göteborg m.fl. Träden växer tämligen kraftigt. Sorten är härdig och synnerligen frisk och bördig.
Stamträd finns på Boberg Västergård hos efterlevande till C A Andersson där det återkommande dras upp nya träd.